# 31931 Sipiera
31931 Sipiera este un asteroid din centura principală de asteroizi.

## Descriere
31931 Sipiera este un asteroid din centura principală de asteroizi. A fost descoperit pe 10 aprilie 2000 la Prescott (Arizona) de Paul G. Comba. Asteroidul prezintă o orbită caracterizată de o semiaxă mare de 2,56 ua, o excentricitate de 0,25 și o înclinație de 1,2° în raport cu ecliptica.